# Goldsmith (Band)
Goldsmith war eine englische New-Wave-of-British-Heavy-Metal-Band aus Barrow-in-Furness, die 1981 gegründet wurde und sich etwa 1982 auflöste.

## Geschichte
Nachdem Perry „Pez“ Hodder die Band Bitches Sin verlassen hatte, entschied er sich gegen Ende des Jahres 1981 eine neue unter dem Namen Goldsmith zu gründen. In dieser übernahm er den Gesang und die E-Gitarre, durch den Schlagzeuger Mike Henderson und den Bassisten Glen Milligan wurde die Besetzung ergänzt. Zusammen nahmen sie ein erstes Demo auf, das die Lieder No Way Out, Everybody Needs a Little Love, Give Me Your Love und Evil Woman enthält, wobei bei letzterem Henderson den Gesang übernahm. Dadurch wurde Neat Records auf die Gruppe aufmerksam, sodass das Lied Give Me Your Love auf dem Sampler 60 Minutes Plus im Jahr 1982 veröffentlicht wurde. Zudem war auch der Einschluss auf dem Sampler All Hell Let Loose geplant, jedoch wurde das Lied mit drei weiteren Songs von der Trackliste gestrichen. Das Demo erregte die Aufmerksamkeit von mehreren Fanzines. Zudem wurde die Band auch gelegentlich bei Piccadilly Radio gespielt. Für die zweite Hälfte des Jahres 1982 war die Veröffentlichung einer Single bei Neat Records geplant, was jedoch nicht erfolgte. Stattdessen nahm die Band, nun zu viert mit dem zweiten Gitarristen Pete Adams, die beiden Lieder Life Is Killing Me und Music Man in den Impulse Studios auf. Bei dem bandeigenen Label Bedlam Records erschien der Tonträger mit Life Is Killing Me als A-Seite gegen Ende 1982. Der Tonträger wurde im Sounds-Magazin zur Rock-Single der Woche gekürt. Für 1983 kündigte die Band die Veröffentlichung einer EP, unter anderem mit den Liedern Fly Away und Please Don't, an. Außerdem plante man langfristig die Veröffentlichung eines Debütalbums. Dies sollte jedoch nie passieren, da es zur Auflösung der Band kam. Entgegen anderen Aussagen war Alan Cockburn, welcher zusammen mit Hodder bei Bitches Sin aktiv gewesen war, nie Mitglied von Goldsmith. 2004 erschien bei Obscure NWOBHM Releases die Kompilation Life Is Killing Me auf CD, die Schallplatten-Version wurde 2015 bei High Roller Records veröffentlicht.

## Stil
Laut Malc Macmillan in The N.W.O.B.H.M. Encyclopedia spielt die Band melodischen Heavy Metal im Stil von Dragonfly, Geddes Axe und Tytan. Die Single sei im Gegensatz zum Demo ein bisschen mehr Upbeat und der Gesang habe sich verbessert. Life Is Killing Me sei im Stil von Fugitive und Zenith. Auf der B-Seite finde sich ein sehr bekanntes NWoBHM-Riff, das später von Blackstar im Lied Instrumental auf dem Album Barbed Wire Soul kopiert worden sei. Es ähnele auch dem im Lied Warlord von Hollow Ground.

## Diskografie
- 1982: ’82 Demo (Demo, Eigenveröffentlichung)
- 1982: Life Is Killing Me (Single, Bedlam Records)
- 2004: Life Is Killing Me (Kompilation, Obscure NWOBHM Releases)